# Madison Beer
Madison Elle Beer (Jericho, New York, 1999. március 5. –) amerikai énekesnő. Hírességét Justin Biebernek is köszönheti, aki 2012-ben egy videót tweetelt, amelyben Madison énekel. Ezután már a média figyelmét is fölkeltette.

## Gyermekkora
Szülei Robert Beer luxusházépítő és Tracie Beer belsőépítész. Van egy öccse, Ryder. A szülei elváltak, apja újranősült. A Jericho Middle Schoolba járt, majd 2012-től magántanuló lett.

## Karrierje
2012 májusában, 13 évesen Madison egy videót tett közzé, amiben Etta James At Last c. számát énekli. Egyre többen nézték meg, miután Justin Bieber kiposztolta a videót Twitter-profiljára. Később Beer az Island Record-nál szerződtetett le, és a menedzsere Scooter Braun lett, aki egyben Justiné is.
Később a Monster High főcímdalát, a We Are Monster High-t énekelte. 2013 februárjában Cody Simpsonnal állt össze egy dal erejéig, amelynek címe: Valentine. A dalt a Radio Disney-n adták le, ám ez a szám nem jelent meg hivatalosan.
2013. szeptember 12-én megjelent az első kislemeze, a Melodies, amihez a videóklip is elkészült. 2014. június 17-én adta ki második kislemezét, amely az Unbreakable címet kapta. 2015-ben három újabb szám jelent meg: az I Won't Let You Walk Away, az All For Love és a Something Sweet. 2017 májusában Madison a Dead című számával tért vissza.
Madison a debütáló EP-je több évnyi munka után végül 2018 januárjában jelent meg As She Pleases néven. Az énekesnő márciusban meg is kezdte hasonló nevezetű világkörüli turnéját.
2019 augusztusában Beer Instagramon jelentette be, hogy Epic Records-szal szerződtetett le.

## Diszkográfia

### Kisalbumok
- As She Pleases (2018)

### Egyéb számok
- Melodies (2013)
- We Are Monster High (2013)
- Valentine (feat. Cody Simpson) (2013)
- Unbreakable (2014)
- I Won't Let You Walk Away (2015)
- All For Love (2015)
- Something Sweet (2016)